# Техасская резня бензопилой: Начало
«Техасская резня бензопилой: Начало» (англ. Texas Chainsaw Massacre: The Beginning) — американский слэшер 2006 года, приквел фильма «Техасская резня бензопилой». Режиссёром фильма стал Джонатан Либесман, снявший картину по сценарию Шелдона Тёрнера и Дэвида Шоу. Главные роли в картине сыграли молодые актёры Джордана Брюстер, Мэтт Бомер, Диора Бэрд, Тейлор Хэндли, а Р. Ли Эрми, Эндрю Брынярски, Мариетта Марич, Терренс Эванс и Кэти Ламкин вновь исполнили роли членов семьи Хьюитт. Фильм собрал $51 700 000 по всему миру.
Студии «New Line Cinema» пришлось заплатить $3 100 000, чтобы сохранить права на франшизу, когда их хотела выкупить компания «Dimension Films». Рабочее название фильма — «Техасская резня бензопилой: Происхождение» (англ. Texas Chainsaw Massacre: The Origin). Натурные съёмки картины — как и первой части — проводились в Техасе. Действие картины происходит в 1969 году и рассказывает о двух братьях и их подругах, ставших первыми жертвами семьи Хьюитт и маньяка по прозвищу Кожаное лицо.
Фильм вышел в прокат США 6 октября 2006 года — картина получила негативные отзывы критиков, и собрала более $51 000 000 при бюджете $16 000 000, став менее успешной, чем первая часть.

## Сюжет
1939 год. «Мясоперерабатывающий комбинат братьев Ли» в городе Фуллер, штат Техас. Молодой женщине по имени Слоун становится плохо во время работы, и она теряет сознание. К ней спешат на помощь другой сотрудник и директор фабрики, но женщина скоропостижно умирает, родив мальчика. Кожа ребёнка не похожа на кожу новорождённого — вся в морщинах и царапинах. Директор фабрики выбрасывает малыша в мусорный ящик, где его находит голодающая женщина — местная жительница по имени Люда Мэй. Она относит ребёнка в свой дом — на ферму Хьюиттов. Там она даёт мальчику имя Томас.
Действие переносит в 1969 год. Подросший Томас Хьюитт работает на той же фабрике, что и его мать. Однако производство прекращают из-за экономического кризиса. Директор фабрики сообщает об этом Томасу, но тот никак не реагирует на слова босса. Разгневанный мужчина пытается прогнать Томаса силой, и тот жестоко убивает его. Уходя, Томас забирает с собой бензопилу. Через некоторое время в доме Хьюиттов появляется шериф Уинстон — единственный представитель власти на всю округу, собирающийся также покидать эти пустеющие места. Вместе с дядей Томаса, Чарли Хьюиттом, он отправляется на поиски Кожаного лица, обвиняемого в убийстве директора фабрики. Мужчины быстро находят Томаса, однако в этот момент Чарли убивает шерифа, берёт его значок и форму, решив занять его место.
Тем временем, братья Дин и Эрик, отправившиеся со своими подружками Бэйли и Крисси в автомобильное путешествие перед тем, как уехать на войну во Вьетнам, оказываются проездом в городе Фуллер. Дин не хочет на войну, не зная, что Эрик возвращается на службу лишь для того, чтобы поддержать брата. Юноша не находит в себе храбрости сказать Эрику, что не собирается служить. Остановившись на заправке Люды Мэй, ребята привлекают внимание двух байкеров — Алекс и Холдена.
Вновь отправившись в дорогу, Дин сжигает свой призывной билет, чем вызывает гнев Эрика. Тем временем, на хвост ребятам садится Алекс с обрезом в руках. Однако происходит катастрофа, когда машина сбивает корову, стоящую посреди дороги. Алекс догоняет их, и новоиспечённый шериф Хойт тут же появляется на месте аварии, убивая Алекс. Крисси, выпавшая из машины, наблюдает за происходящим со стороны: Дин кладёт труп Алекс в машину Хойта, а затем садится на заднее сиденье к раненной Бэйли и Эрику. Машина увозит ребят в неизвестном направлении, а Крисси начинает блуждать рядом с местом аварии, пока по приказу Хойта на тягаче не появляется старик Монти, привёзший машину ребят к дому Хьюиттов. Там над её друзьями уже издевается семья садистов-каннибалов: Дин и Эрик подвешены к балкам в сарае, а Бэйли лежит связанная на полу кухни под столом, за которым Люда Мэй и Чайная дама ведут непринуждённый светский разговор. Пока Хойт занят в доме, Дину и Эрику удаётся сбежать, однако вскоре Дин попадает в капкан, а на Бэйли, которую освободил Эрик, нападает Кожаное лицо. Маньяк относит Эрика в подвал, а Бэйли вновь связывают и бросают в комнате рядом с кухней.
Крисси возвращается к дороге, где вскоре встречает Холдена — парня погибшей Алекс. Холден не собирается помогать Крисси спасти её друзей — он приехал, чтобы отомстить убийцам своей девушки. Пока Холден ищет Хойта в доме, покалечив старика Монти, Крисси находит Дина и, обещая вернуться за юношей, пробирается в подвал, чтобы помочь Эрику. Там девушка становится свидетельницей того, как Кожаное лицо убивает её любимого, сделав себе маску из его лица. Затем маньяк поднимается наверх на зов Хойта, чтобы убить Холдена.
Пытаясь освободить Бэйли, Крисси не замечает, как к ней подкрадывается Хойт. Очнувшись, девушка видит, что сидит за обеденным столом вместе с Хьюиттами и своими друзьями, находящимися без сознания. На глазах у Крисси Кожаное лицо убивает Бэйли, а затем по приказу Хойта тащит Крисси в подвал, но девушке удаётся сбежать. Переключив внимание на беглянку, Хьюитты забывают о Дине, который приходит в себя и нападает на Хойта, а затем бросается на поиски Крисси, которую преследует Кожаное лицо. Вскоре юноша находит маньяка и подругу на скотобойне и погибает, защищая Крисси. Воспользовавшись моментом, Крисси убегает: проходит некоторое время, прежде чем она выбирается с фабрики и садится в машину. Однако она не заметила на заднем сиденье Кожаного лица: почти встретив полицию, девушка погибает от бензопилы маньяка, машина теряет управление, сбивает офицера полиции и мужчину, стоящего рядом. Машина выруливает на обочину, и из неё выходит Кожаное лицо, который затем устало бредёт в сторону дома по шоссе.

## Актёрский состав
| Актёр             | Роль                      | Русский дубляж      |
| ----------------- | ------------------------- | ------------------- |
| Джордана Брюстер  | Крисси                    | Людмила Шувалова    |
| Мэтт Бомер        | Эрик                      | Василий Дахненко    |
| Тейлор Хэндли     | Дин                       | Пётр Иващенко       |
| Диора Бэйрд       | Бэйли                     | Ольга Голованова    |
| Эндрю Брынярски   | Томас Хьюитт              | (роль без слов)     |
| Р. Ли Эрми        | Чарли Хьюитт              | Александр Груздев   |
| Ли Тергесен       | Холден                    | Борис Токарев       |
| Сайа Баттон       | Алекс                     | Ксения Бикинева     |
| Лью Темпл         | Шериф Уинстон Хойт        | Всеволод Кузнецов   |
| Терренс Эванс     | Старик Монти              | Никита Прозоровский |
| Кэти Ламкин       | Чайная дама               | н/д                 |
| Мариетта Марич    | Люда Мэй                  | н/д                 |
| Л. Эй. Калкинс    | Слоун                     | н/д                 |
| Маркус Х. Нельсон | Лэки                      | н/д                 |
| Тим Де Зарн       | Управляющий на скотобойне | Олег Форостенко     |
| Эллисон Марич     | Молодая Люда Мэй          | (роль без слов)     |
| Джон Ларрокетт    | Рассказчик                | Александр Рахленко  |

Фильм дублирован объединением «Мосфильм-Мастер» на производственно-технической базе киноконцерна «Мосфильм» по заказу кинокомпании «КАРО-Премьер» в 2006 году. Режиссёр дубляжа — Александр Рахленко, переводчик — Павел Силенчук.

## История создания

### Начальная стадия
После кассового успеха ремейка «Техасская резня бензопилой» 2003 года перед создателями возник вопрос о том, чтобы снять ещё одну картину франшизы, однако изначально Брэд Фуллер и Эндрю Форм не хотели снимать ещё один фильм. Поняв, что им ещё есть о чём рассказать поклонникам, Фуллер и Форм начали обсуждение съёмок вместе с Майклом Бэем — чтобы удержать права на франшизу, компания «New Line Cinema» заплатила обладателям 3 000 000 долларов после того, как «Dimension Films» попытались выкупить права у Тоба Хупера, Ким Хэнкель и Роберта Кана. Продюсеры хотели нанять Скотта Касара, автора сценария ремейка, для работы над продолжением, но он был занят другой картиной, и тогда они обратились к Шелдону Тёрнеру.
Начиная работу над сценарием приквела, авторы чётко решили, что нужно ответить на некоторые вопросы, которые возникли у зрителей при просмотре картины и рассказать больше о становлении Хьюиттов: как Монти потерял свои ноги, а шериф Хойт — передние зубы? Кроме того, авторы хотели рассказать, как началась история Хьюиттов, почему они начали убивать и поедать людей, как Кожаное лицо начал изготавливать и носить маски из людской кожи. Создатели решили сместить фокус повествования с группы подростков на семью Хьюитт. По словам Фуллера, для него самым жутким в этой зловещей семье было то, что они искренне не понимали, что их поступки ненормальны: «Это может произойти где угодно — никто не знает, что происходит за закрытыми дверьми в доме соседей». На раннем этапе картина носила подзаголовок «Происхождение» (англ. The Origin).
Форм и Фуллер выбрали Джонатана Либесмана в качестве режиссёра практически сразу — он был одним из главных кандидатов на место режиссёра ремейка, но в тот момент он был занят на съёмках картины «Темнота наступает» для «Revolution Studios» и «Sony Pictures Entertainment», вместе с продюсерам он обсуждал кандидатуру режиссёра картины «Ужас Амитивилля», но ему предложили поставить приквел «Техасской резни бензопилой». Кроме того, в тот момент Либесман хотел уйти из шоу-бизнеса, но Майкл Бэй отговорил его бросать карьеру режиссёра. Перед началом работы над фильмом, Либесман внимательно изучил ремейк, снятый режиссёром Маркусом Ниспелем, чтобы чётко следовать атмосфере первого фильма. Также режиссёр вдохновлялся картинами «Пила: Игра на выживание», «Волчья яма» и «Хостел». Производственным дизайном вновь занялся Марк Рубео, художник ремейка, а Ренди Смит Хьюк вернулась к обязанностям декоратора; оператором был назначен Лукас Эттлин.

### Кастинг
Важной задачей для создателей стал выбор исполнителей главных ролей: по словам Фуллера, создатели хотели найти таких исполнителей, с персонажами которых зрители могли сравнивать себя и сочувствовать, а Бэй подчёркивал, что он искал актёров с «потенциалом настоящих звёзд».
Главную женскую роль — девушки по имени Крисси — исполнила звезда приключенческих фильмов «Форсаж» и телесериала «Даллас», молодая актриса Джордана Брюстер. По словам Либесмана, героиня Брюстер получилась удивительной благодаря сочетанию «уязвимости и внутренней силы». Актриса пробовалась на роль, когда сценарий ещё не был написан. Работая над образом Крисси, актриса черпала вдохновение в словах шерифа Хойта в сцене семейного обеда, когда герой фактически оправдывает поступки своей семьи — это вызывало в актрисе гнев, который она передала героине. Вторую роль в фильме получила актриса Диора Бэрд — она сыграла роль Бэйли, подружку Дина, одного из главных героев. Описывая Бэйли, Форм отмечает, что она символизирует «свободный дух» (англ. free spirit) — по словам создателей, как только они увидели Диору, сразу поняли, что нашли исполнительницу роли. Бэрд называет героиню «дерзкой, бросающей вызов, типичной представительницей поколения хиппи, невероятно романтичной». Актрисе пришлось много кричать в сцене, когда её героиню привязывают к кровати и насильно удерживают в одной из комнат дома Хьюиттов — исполнительница роли Люды Мэй, Мариетта Марич, вспоминает, что слушать крики было очень тяжело, «так как от них кровь стыла в жилах». По словам Бэрд, на съёмках было очень тяжело: «Я всё время бегала и кричала, молила о пощаде, это очень „тёмная территория“, куда не очень хочется возвращаться. Но однозначно, это был невероятный опыт. […] По национальному телевидению я заявила, что больше никогда не буду сниматься в ужастиках. Хотя… вернёмся к этому вопросу через пару лет».
Тейлор Хэндли исполнил роль одного из двух братьев, младшего Дина. Хэндли испытывал настоящее чувство паники на съёмочной площадке, когда за ним всё время «бегал парень с бензопилой», для него это также были первые съёмки в фильме ужасов. Последним роль в сиквеле получил Мэттью Бомер, известный по сериалу «Белый воротничок» — он сыграл роль старшего брата Дина, Эрика, участника войны во Вьетнаме. Форм заявлял, что исполнителя этой роли было сложнее всего найти: «Мы искали актёра, который был бы похож на Тейлора внешне, крепкого и ранимого парня одновременно» — прежде чем на кастинг пришёл Бомер, продюсеры просмотрели около 40 актёров. Либесман говорит, что Бомер «определённо много добьётся в будущем», «от него нельзя оторвать глаз». Сам Бомер говорит, что всегда хотел сняться в фильме ужасов, так как участие в таких фильмах обычно требуют хорошей физической подготовки: «Я из Техаса. И если сниматься в ужастике — то только в „Техасской резне…“, чтобы стать частью техасского фольклора». После того, как основной состав был подобран, были проведены совместные пробы, чтобы продюсеры увидели, как актёры смотрятся в ансамбле — по словам Бэя, «между исполнителями главных ролей тут же возникла химия»; кроме того, создатели позволили актёрам провести некоторое время вместе до начала съёмок, чтобы они успели подружиться.
Другой важной составляющей картины стало возвращение семьи Хьюттов — Р. Ли Эрми вновь исполнил роль садиста и лже-шерифа Хойта. Эрми отметил, что работать над второй частью было интересней, так как больше раскрывалась история семьи, но что было замечательно в работе с обоими режиссёрами, так это то, что они спокойной отнеслись к критике и прислушивались к актёрам, чтобы улучшить сцену. По словам создателей, именно шериф Хойт сыграл большую роль в становлении личности маньяка Кожаное лицо. Эндрю Брынярски сыграл его сводного брата, страдающего от болезни кожи, орудующего бензопилой маньяка Томаса Хьюитта по прозвищу Кожаное лицо; Мариетта Марич сыграла главу семейства, мать Хойта и Томаса, Люду Мэй; Терренс Эванс исполнил роль дяди Монти, брата Люды Мэй; Кэти Ламкин вновь сыграла Чайную даму в эпизоде. Бомер характеризует Хойта, как персонажа, которого «зрителям нравится ненавидеть», а Бэй считает, что персонаж одновременно «безумен и карикатурно смешон»; сам Эрми откровенно называет своего персонажа «маньяком-убийцей и сексуальным извращенцем» — «это самый яркий, шокирующий и развлекательный персонаж из всех, кого я когда-либо играл». Одной из самых опытных актрис на площадке оказалась Мариетта Марич, которая имеет за плечами множество исполненных ролей в кино, театре и на телевидении, включая работу над музыкальными номерами и шоу. Либесман называет сцену, в которой Люда Мэй поёт колыбельную Бэйли «одной из самых жутких во всём фильме». Важным стало возвращение Брынярски, работой которого над ремейком, были так довольны Фуллер и Форм. Бомер заявлял, что впервые увидев Брынярски во время съёмок одной из экшн-сцен, он был поражён игрой и гримом актёра. Бэрд вспоминает, что ощущала, как силён Брынярски во время съёмок, и её это пугало.
Ли Тергесен и Сайа Баттон сыграли небольшие, но важные роли возлюбленной пары — байкеров-бандитов Холдена и Алекс. Актриса Эллисон Марич (англ. Allison Marich), дочь Мариетты, сыграла роль Люды Мэй в молодости в прологе картины.

### Съёмки
Съёмки картины — как и первой части — проводились в штате Техас в районе Остина, и округах Сил, Грейнджер, Мартиндейл, Тейлор, а также на съёмочной студии «Austin Studios» в Остине с 10 октября 2005 по февраль 2006 года. По словам создателей, один из важных факторов, который делает франшизу такой страшной то, что вокруг героев — пустота и никто не сможет прийти к ним на помощь. Все сцены фильма снимались на натуре, и создатели не построили ни одной декорации — это добавило реалистичности происходящему на экране; авторы также хотели добавить в стилистику картины ощущение документальности, поэтому использовали несколько камер, одна из которых была портативной; кроме того, в сценах активно использовалась аппаратура для создания эффекта тумана. Актёры признались, что съёмки в картине были достаточно сложными физически: Мэтт Бомер сам исполнил все свои трюки, включая опасные трюки с падением джипа в сцене аварии и удушения с использованием пакета в сцене пыток в сарае Хьюиттов.
В фильме вновь появился дом, построенный более 150 лет назад, он использовался в качестве семейного особняка Хьюиттов и расположенный в округе Грейнджер — съёмки в нём проходили на протяжении 4 недель. В ремейке использовался только первый этаж дома, но в продолжении создатели сняли второй этаж, использовали лестницу и обеденную комнату для сцены «семейного ужина»; подвал Хьюиттов невозможно было снимать в том же помещении, поэтому декораторам пришлось потрудиться, чтобы добиться максимального сходства с залом подвальных помещений, показанных в картине 2003 года. Однажды вечером во время съёмок Эндрю Форм замер, почувствовав давление на барабанные перепонки, а потом сказал режиссёру, что почувствовал присутствие призрака.
Также в картине есть отсылки к ремейку — джип Эрика можно заметить на свалке автомобилей, а металлическая дверь в доме Хьюиттов была взята со скотобойни. Заправка Люды Мэй появляется и в приквеле, и зрителям также впервые представлена скотобойня, которую проезжали герои первой картины. Для съёмок было использовано реальное помещение, для которого создатели сделали несколько пристроек и дополнительных сцен — в ходе работы помещение было искусственно состарено, чтобы отразить запустение 30 лет спустя, которое привело к закрытию комбината. Мясные туши, висящие на крюках, бутафорские.

### Грим и спецэффекты
Продюсер Майк Флисс считает, что после выхода ремейка, в кино начался новый период бума на жанр реалистичных ужасов вроде серии фильмов «Хостел» и «Пила». «Поклонники фильма любят этот жанр за безумие, балансирующее на грани дозволенного происходящее на экране», — говорит Джонатан Либесман. — «Работая над продолжением, перед нами стояла задачи пойти дальше». Для работы над визуальными эффектами картины были приглашены Говард Бергер и Грег Никотеро, а гримом занимался Скотт Паттон — вместе с Никотеро он был номинирован на премию «Сатурн». Компьютерные эффекты создала компания «Digital Domain», проектом руководила Келли Порт.
Одним из главных вызовов для авторов стала работа над внешностью Кожаного лица: на начальном этапе создатели пробовали разные варианты — сделать маску, полностью закрывающее лицо (рассматривались варианты, где маска была целостная или же состояла из двух частей, открывая нос персонажа); маску на пол-лица; или же оставить персонажа без маски большую часть фильма, сделав упор на грим Брынярски — на лице актёра появились струпья и шрамы от них. В итоге авторы пришли к решению, что они не хотят полностью закрывать лицо актёра, позволяя Эндрю больше работать мимикой, которая была скрыта за маской в ремейке, сделав героя не таким гротескным. Также в фильме Кожаное лицо впервые снимает кожу с человека и использует её в качестве маски — первой жертвой стал Эрик, герой актёра Мэтта Бомера, чьё лицо использовали для создания первой маски маньяка из человеческой кожи; также рассматривалось несколько вариантов маски с присутствием волос с головы Эрика.
Для сцены убийства Эрика на разделочном столе была создана аниматронная версия актёра Мэтта Бомера от пояса до головы, которая управлялась при помощи пульта, вращая головой и нижней челюстью; грудь куклы покрывалась фальшивой кровью, а затем начинались съёмки с бензопилой; кроме того, для эпизода, в котором маньяк срывает кожу с Эрика, авторы создали скульптуру с анатомической точностью имитирующую строение головы Бомера и позволяющую снять слой кожи, оголяя череп.
Команда мастеров по визуальным эффектам создала муляж коровы из стеклопластика, которую сбивают главные герои на своём джипе — через отверстие в верхней части в куклу заливалась жидкость, имитирующая кровь, и помещались фальшивые кости и внутренние органы. Нижняя часть тела Тэрренс Эванса находилась в специально смоделированном кресле в сцене, где Монти отрезают ноги. На шею Диоры Бэрд наложили слой грима — между ним и шеей была спрятана трубка с подачей фальшивой крови — Томас перерезает ей горло в сцене за обеденным столом.
В финале картины Кожаное лицо вонзает бензопилу в тело убегающего Дина в исполнении Тейлора Хэндли и поднимает насаженного на пилу юношу над собой: для съёмок этой сцены Хэндли подвесили на тросах, и перед Брынярски стояла задача с помощью макета бензопилы, которую он держал в руках, также удерживать и висящего в воздухе Хэндли в состоянии покоя; вторая половина бензопилы, а точнее её лезвие, были закреплены на груди Хэндли для создании эффекта того, что пила пронзила тело юноши. На следующем этапе съёмок сцены использовалась кукла-дублёр Хэндли в полный рост, который и был разрезан и использовался в эпизоде, где лезвие бензопилы приводится в движение.

### Музыка
Музыку к фильму написал композитор Стив Яблонски, также создавший музыкальное сопровождение к первой части — альбом, выпущенный лейблом «Varese Sarabande», поступил в продажу 3 октября 2006 года.
Список композиций
| №   | Название                | Длительность |
| --- | ----------------------- | ------------ |
| 1.  | «Main Title»            | 2:58         |
| 2.  | «Birth»                 | 3:05         |
| 3.  | «Fired»                 | 1:36         |
| 4.  | «Chainsaw»              | 1:45         |
| 5.  | «Officer Hoyt»          | 2:40         |
| 6.  | «Bike Chase»            | 1:44         |
| 7.  | «Chrissie Alone»        | 1:08         |
| 8.  | «Mama’s House»          | 2:10         |
| 9.  | «Ten Push Ups»          | 3:49         |
| 10. | «Attempted Rescue»      | 4:04         |
| 11. | «Preparing The Victims» | 2:25         |
| 12. | «Chrissie Finds Eric»   | 3:16         |
| 13. | «Eric’s Death»          | 1:02         |
| 14. | «Face Removal»          | 2:17         |
| 15. | «Dinner»                | 5:58         |
| 16. | «Meat Factory»          | 3:19         |
| 17. | «Dean’s Death»          | 1:31         |
| 18. | «Epilogue»              | 1:20         |

Также в картине были использованы несколько известных песен: «All Right Now» из репертуара Free играет на радио у бассейна во время разговора Эрика и Крисси в начале фильма. Песня вышла на радио лишь в 1970 году, и герои никак не могли слышать её раньше; «Vehicle» в исполнении The Ides Of March звучит в машине героев, когда их догоняют байкеры; «A Church At The Foot Of The Hill» в исполнении The Dixon Brothers играет на граммофоне Хьюиттов; а также в фильме звучали песни «The High & Low Of The Blues» (в исполнении Ginseng Jukes), «Amazing Grace» и «Nobody Knows The Trouble I’ve Seen» (в исполнении Dan Ostermann). Официальный альбом с этими песнями не издавался.

## Релиз
Мировая премьера фильма состоялась 5 октября 2006 года, а на следующий день картина вышла в американский прокат — фильм транслировался до 4 января 2007 года на экранах 2820 кинотеатров страны.

### Продвижение фильма
В рекламной кампании фильма были использованы слоганы, которые были размещены на театральных постерах картины:
- «Узнай, как рождается страх» (англ. Witness The Birth Of Legend)
- «У каждой легенды есть начало» (англ. Every Legend Has A Beginning)
- «Узнать, как всё начиналось, ещё страшней, чем знать, как всё закончилось…» (англ. The Only Thing More Shocking Than How It Ended, Is How It All Began)

В трейлерах и телевизионных роликах использовались фрагменты инструментальной музыки из ремейка 2003 года, написанные Стивом Яблонски — «Hewitt House» и «Crawfard Mill». Кроме того, в роликах прозвучала песня «Amazing Grace», исполненная певицей Беки Барксдейл; инструментальная тема «Pedicure», написанная композитором Нэйтаном Барром для саундтрека к фильму «Хостел»; а также треки «Menace», «Laceration» и «Wrath» студии Cinetrax, занимающейся написанием музыки для кинотрейлеров.
Эпизод документального цикла «Max On Set» телеканала «Cinemax» был посвящён созданию фильма.
Компания «NECA» выпустила диораму со сценой убийства Эрика Кожаным лицом на разделочном столе в серии «New Line Cinema’s House Of Horror» в 2006 году, а также фигурку Кожаного лица в серии «Cult Classics Hall Of Fame: Series 2» в 2007 году.

### Кассовые сборы
В премьерные выходные картина собрала в США $19 150 000, в среднем $6 563 с кинотеатра и заняла второе место по результатам сборов. Общие сборы в США составили $39 517 763. Ещё $12 246 643 принесла мировая касса, а итоговый показатель общих сборов добрался до отметки $51 764 406. Картина стала самой кассовой во всей франшизе после ремейка, выпущенного в 2003 году и собравшего более $80 миллионов.
В советский прокат фильм выпустила компания «КАРО-Премьер» 30 ноября 2006 года. Кассовые сборы в СССР составили 16 890 582 рублей, а картину посмотрело порядка 135 386 зрителей.

### Критика и зрители
В основном, фильм собрал негативные отзывы. На сайте «Rotten Tomatoes» картина получила лишь 14 % на основе 88 обзоров, средняя оценка — 3.60 из 10:: «В этом фильме полно крови и жестокости, но мало саспенса и отсутствует внятный сюжет». Средняя оценка картины на «Metacritic» — 30 из 100 на основе 18 — в основном, «негативных обзоров». Средняя зрительская оценка на сайте «CinemaScore» — «C+» по шкале от «A+» до «F». На сайте «Кинопоиск» у фильма рейтинг 6.298 на основе 23 601 оценок зрителей; на «Internet Movie Database» — 5.8 из 10 на основе оценок 72 003 пользователей (на март 2022).
Стив Бартон в своём обзоре для «Dread Central» назвал фильм «тёмным, диким и нигилистическим путешествием, после которого трясёт и ощущается эмоциональное опустошение — и тот факт, что картина сбежала от студийной системы можно назвать кинематографическим чудом»; Бартон также отметил правильный подход к рассказу истории и яркое исполнение ролей, выделив работу Р. Ли Эрми. Уилльям Эрл из «Variety» поставил картину на 4-е место в списке лучших фильмов франшизы, отметив, что «невинные подростки, включая персонажей Брюстер и Бомера, вызывают огромное сочувствие, а насилие в фильме безумно и разнообразно…». Питер Треверс из журнала «Rolling Stone» не присвоил картине ни одной звезды, отметив, что в этом фильме нет ничего, кроме предсказуемого сюжета: «бедно написано, поставлено и сыграно». Обозреватель «The New York Times» Нэйтан Ли назвал фильм «приглашением к хардкорному садизму». В обзоре франшизы на сайте «Netflix» картину назвали самой кровожадной в серии. Большинство критиков отмечает, что главной звездой фильма стал Р. Ли Эрми, сыгравший шерифа Хойта. Кроме того, было отмечено, что хоть картина и является приквелом известной истории, ответы на интересующие вопросы даются «режиссёром лишь вскользь», а сама картина невероятно предсказуема.

### Награды
В 2007 году фильм был номинирован на несколько премий:
| Премия               | Категория                               | Номинант                           |
| -------------------- | --------------------------------------- | ---------------------------------- |
| «Teen Choice Awards» | Лучшая актриса в фильме ужасов/триллере | Джордана Брюстер                   |
| «Teen Choice Awards» | Лучший крик                             | Джордана Брюстер                   |
| «Золотая малина»     | Худший ремейк/сиквел                    | Техасская резня бензопилой: Начало |
| «Empire Award»       | Лучший фильм ужасов                     | Техасская резня бензопилой: Начало |
| «Saturn Award»       | Лучший грим                             | Грегори Никотеро и Скотт Паттон    |

### Продолжения
В январе 2007 года исполнительные продюсеры компании «Platinum Dunes» Брэдли Фуллер и Эндрю Форм, объявили о том, что они не собираются снимать третий фильм. В октябре 2009 года стало известно, что «Twisted Pictures» и «Lionsgate» выкупили права на франшизу. Премьера последнего фильма серии под названием «Техасская резня бензопилой 3D», который является прямым продолжением оригинальной картины Тоуба Хупера и игнорирует события ремейка и приквела, состоялась 3 января 2013 года — мировые сборы картины составили $39 013 317. Предполагалось, что компания снимет ещё несколько серий франшизы, однако история была перезапущена новыми фильмами, продолжающими сюжет самой первой картины.

## Выход на видео

### Издание «R-Rated»

#### США
На DVD фильм вышел в США в 2007 году — обе версии картины, прокатная и нецензурируемая, доступны также в формате Blu-Ray. Кроме того, ремейк и его приквел издавались специальным изданием в так называемом собрании «Double Feature» — однако бонусные материалы были в значительной степени урезаны. Кроме того, картина выходила в серии «New Line Cinema Platinum Series» — содержание диска было идентично ранним изданиям. Среди бонусов — удалённые сцены, дорожка с комментариями Либесмана, Фуллера и Форма и документальный фильм «Down To The Bone», состоящий из пяти частей, посвящённых разным аспекта создания картины.

#### В России
В России фильм был выпущен на DVD в 2007 году компанией «Universal Pictures Rus» — диск содержал театральную версию картины и несколько дополнительных бонусов, переведённых субтитрами: аудиокомментарии режиссёра и продюсеров, альтернативные и расширенные сцены, а также документальный фильм «Прямо в цепь» (англ. Down To The Bone). В 2011 году фильм переиздавался компанией «CP Digital». Расширенная версия, а также Blu-Ray-издание картины в Российской Федерации официально не выпускались, хотя существует полная версия фильма в озвучивании Петра Гланца и Инны Королёвой.

### Издание «Unrated»

#### Расширенные и альтернативные сцены
Изначальный фильм был более кровавым и жестоким, из-за чего картине присвоили рейтинг «NC-17» — из фильма были вырезаны наиболее жёсткие сцены и в итоге картина получила рейтинг «R». В нецензурируемом издании фильма на DVD (англ. Unrated Version) присутствуют сцены, вырезанные из финального монтажа для кинопроката (англ. R-Rated Version); нецензурируемая версия длится 96 минут и 9 секунд, а продолжительность прокатной составила 90 минут и 42 секунды — все эти сцены вошли в расширенное издание фильма на DVD:
- В кадре гораздо больше крови в сцене, когда Слоун рожает.
- Более кровавой была сцена, в которой Кожаное лицо раздробил ноги своего начальника молотком.
- Байкеры (среди которых Холден и Алекс) преследуют молодых ребят и несколько раз врезаются в их машину — именно поэтому разбилось зеркало в машине Эрика.
- Диалог шерифа Уинстона и Хойта был немного длиннее.
- В первой сцене обеда, шериф Хойт рассуждает о том, как люди покидали город, а Кожаное лицо начинает есть.
- После того, как Бэйли спрашивает у Люды Мэй, где туалет, должна была последовать короткая сцена разговора Холдена и Алекс.
- После аварии, Хойт вынимает кусок стекла из живота Бэйли и слизывает с него кровь девушки. Бэйли кричит на него, используя нецензурные выражения.
- В сцене в машине Хойта диалог между шерифом и ребятами был немного длиннее.
- Бэйли, связанная под столом, начинает кричать, когда вошедший Кожаное лицо смотрит на неё.
- Когда Дин делает отжимания, Хойт приказывает ему отжаться 20 раз вместо 10. Сцена практически ничем не отличается от той, что вошла в прокатную версию, но Дин выглядит более уставшим.
- Диалог между Людой Мэй и Чайной дамой был длиннее.
- Сцена пыток Эрика немного длиннее — зрителям показывают, как срывают кожу с его руки.
- Сцена, в которой шериф впервые появляется в доме, немного длиннее: Люда Мэй наводит порядок в доме.
- Вырезаны кадры, в которых видно, как Холдена распиливают надвое.
- Сцена смерти Эрика была длиннее: кусочки плоти мелькают в кадре, а бензопила проходит очень близко от лица Крисси, спрятавшейся под столом.
- Сцена, в которой Монти отрезают ноги, была длинней.
- Сцена смерти Бэйли была более кровожадной. Хойт улыбается Кожаному лицу.
- В сцене, где Кожаное лицо ищет Крисси на бойне, было больше крови, мяса и плоти вокруг.
- Кадр, в котором Кожаное лицо держит в руках пилу, убивая Дина, длиннее на 5 секунд.
- Смерть Крисси была кровожадней: пила прорезает её ниже живота, почти возле паха, задевая при этом джинсы героини, а затем Кожаное лицо вытаскивает её из девушки, с ужасным кровавым звуком.

#### Раздел удалённых сцен
Также в разделе дополнительных материалов на DVD и Blu-Ray можно найти 5 видео-материалов с возможностью послушать аудио-комментарии создателей — 1 удалённую и 1 расширенную сцены, а также 3 версии финала — общей продолжительностью 13 минут:
- В кадре появляется Чарли Хьюитт — он выходит из машины, чтобы отогнать хулиганов, которые издевались над маленьким Томасом.
- Сцена у бассейна — расширенный диалог между Крисси и Эриком.
- 3 альтернативных финала с гибелью Крисси:

1. Крисси садится в машину — Кожаного лица нет на заднем сиденье, но вскоре он появляется перед боковым стеклом и убивает девушку. Затем появляется сцена с девушкой у фургона; показана машина у бензоколонки Люды Мэй, а в ней сидят девочка и маленький ребёнок. Периодически показывается автомобильная свалка, дорога, вновь свалка, пополняющаяся машинами (говорящими о растущем количестве жертв). Наконец, машина, из которой доносится юношеский смех, проносится в кадре, проезжая по дороге.
2. Концовка практически такая же, как в театральной версии, только Кожаное лицо убивает Крисси ножом, а не бензопилой.
3. Слова, которые в театральной версии, озвучивает закадровый голос Джона Ларрокета, появляются в финале в виде всплывающего текста.

## Комментарии
1. ↑  Фильм является прямым продолжением к оригинальному фильму, однако, как подметил сценарист Федерико Альварес, не вычёркивает из канона события первых трёх сиквелов[4][5].